# Futbol'nyj Klub Lokomotiv Moskva 2010
Questa voce raccoglie le informazioni riguardanti la Lokomotiv Moskva nelle competizioni ufficiali della stagione 2010.

## Rosa
| N. |                     | Ruolo | Calciatore                    |
| -- | ------------------- | ----- | ----------------------------- |
| 1  | Brasile (bandiera)  | P     | Guilherme                     |
| 4  | Brasile (bandiera)  | D     | Rodolfo (Vice Capitano)       |
| 7  | Russia (bandiera)   | C     | Dmitrij Tarasov               |
| 8  | Russia (bandiera)   | C     | Denis Glušakov                |
| 10 | Russia (bandiera)   | C     | Dmitrij Los'kov (Capitano)    |
| 11 | Russia (bandiera)   | A     | Dmitrij Syčëv (Vice Capitano) |
| 13 | Brasile (bandiera)  | C     | Wágner                        |
| 14 | Russia (bandiera)   | C     | Igor' Smol'nikov              |
| 15 | Ghana (bandiera)    | C     | Haminu Dramani                |
| 16 | Brasile (bandiera)  | C     | Charles                       |
| 17 | Russia (bandiera)   | D     | Dmitrij Sennikov              |
| 19 | Mali (bandiera)     | A     | Dramane Traoré                |
| 20 | Slovenia (bandiera) | D     | Branko Ilič                   |
| 21 | Russia (bandiera)   | C     | Dmitrij Torbinskij            |

| N. |                       | Ruolo | Calciatore\|                     |
| -- | --------------------- | ----- | -------------------------------- |
| 22 | Russia (bandiera)     | P     | Aleksandr Krivoručko             |
| 23 | Montenegro (bandiera) | D     | Marko Baša                       |
| 27 | Russia (bandiera)     | C     | Magomed Ozdoev                   |
| 28 | Slovacchia (bandiera) | D     | Ján Ďurica                       |
| 30 | Georgia (bandiera)    | D     | Malkhaz Asatiani (Vice Capitano) |
| 32 | Rep. Ceca (bandiera)  | P     | Marek Čech                       |
| 44 | Russia (bandiera)     | D     | Ruslan Kambolov                  |
| 49 | Russia (bandiera)     | D     | Roman Šiškin                     |
| 55 | Russia (bandiera)     | D     | Renat Janbaev                    |
| 81 | Russia (bandiera)     | C     | Alan Gatagov                     |
| 88 | Ucraina (bandiera)    | C     | Oleksandr Alijev                 |
| 90 | Brasile (bandiera)    | A     | Maicon Marques Bitencourt        |
| 99 | Russia (bandiera)     | D     | Taras Burlak                     |

## Risultati

### Campionato
| Kazan' 14 marzo 2010 1ª giornata | Rubin | 2 – 0 referto | Lokomotiv Mosca | Stadio Centrale di Kazan' |

| Mosca 20 marzo 2010 2ª giornata | Lokomotiv Mosca | 3 – 0 referto | Kryl'ja Sovetov Samara | Stadio Lokomotiv |

| Mosca 28 marzo 2010 3ª giornata | Spartak Mosca | 2 – 1 referto | Lokomotiv Mosca | Stadio Lužniki |

| Mosca 4 aprile 2010 4ª giornata | Lokomotiv Mosca | 3 – 2 referto | Dinamo Mosca | Stadio Lokomotiv |

| San Pietroburgo 11 aprile 2010 5ª giornata | Zenit San Pietroburgo | 1 – 0 referto | Lokomotiv Mosca | Stadio Petrovskij |

| Chimki 17 aprile 2010 6ª giornata | CSKA Mosca | 1 – 1 referto | Lokomotiv Mosca | Arena Chimki |

| Mosca 24 aprile 2010 7ª giornata | Lokomotiv Mosca | 2 – 1 referto | Tom' Tomsk | Stadio Lokomotiv |

| Groznyj 1º maggio 2010 8ª giornata | Terek Groznyj | 0 – 0 referto | Lokomotiv Mosca | Stadio Sultan Bilimkhanov |

| Mosca 5 maggio 2010 9ª giornata | Lokomotiv Mosca | 0 – 1 referto | Saturn | Stadio Lokomotiv |

| Nal'čik 11 maggio 2010 10ª giornata | Spartak-Nal'čik | 1 – 1 referto | Lokomotiv Mosca | Respublikanskij stadion Spartak |

| Mosca 15 maggio 2010 11ª giornata | Lokomotiv Mosca | 2 – 0 referto | Amkar Perm' | Stadio Lokomotiv |

| Mosca 10 luglio 2010 12ª giornata | Lokomotiv Mosca | 2 – 1 referto | Anži | Stadio Lokomotiv |

| Mosca 18 luglio 2010 13ª giornata | Lokomotiv Mosca | 3 – 0 referto | Alanija Vladikavkaz | Stadio Lokomotiv |

| Novosibirsk 25 luglio 2010 14ª giornata | Sibir' | 2 – 2 referto | Lokomotiv Mosca | Spartak Stadium |

| Mosca 1º agosto 2010 15ª giornata | Lokomotiv Mosca | 0 – 1 referto | Rostov | Stadio Lokomotiv |

| Samara 7 agosto 2010 16ª giornata | Kryl'ja Sovetov Samara | 0 – 0 referto | Lokomotiv Mosca | Stadio Metallurg (Samara) |

| Mosca 15 agosto 2010 17ª giornata | Lokomotiv Mosca | 2 – 3 referto | Spartak Mosca | Stadio Lokomotiv |

| Chimki 22 agosto 2010 18ª giornata | Dinamo Mosca | 3 – 0 referto | Lokomotiv Mosca | Arena Chimki |

| Mosca 29 agosto 2010 19ª giornata | Lokomotiv Mosca | 0 – 3 referto | Zenit San Pietroburgo | Stadio Lokomotiv |

| Mosca 12 settembre 2010 20ª giornata | Lokomotiv Mosca | 1 – 0 referto | CSKA Mosca | Stadio Lokomotiv |

| Tomsk 19 settembre 2010 21ª giornata | Tom' Tomsk | 1 – 1 referto | Lokomotiv Mosca | Trud Stadium |

| Mosca 26 settembre 2010 22ª giornata | Lokomotiv Mosca | 2 – 1 referto | Terek Groznyj | Stadio Lokomotiv |

| Ramenskoe 3 ottobre 2010 23ª giornata | Saturn | 0 – 1 referto | Lokomotiv Mosca | Saturn Stadium |

| Mosca 17 ottobre 2010 24ª giornata | Lokomotiv Mosca | 1 – 0 referto | Spartak-Nal'čik | Stadio Lokomotiv |

| Perm' 24 ottobre 2010 25ª giornata | Amkar Perm' | 1 – 2 referto | Lokomotiv Mosca | Stadio Zvezda |

| Machačkala 31 ottobre 2010 26ª giornata | Anži | 0 – 1 referto | Lokomotiv Mosca | Stadio Dinamo |

| Vladikavkaz 7 novembre 2010 27ª giornata | Alanija Vladikavkaz | 0 – 0 referto | Lokomotiv Mosca | Respublikanskij stadion Spartak |

| Mosca 14 novembre 2010 28ª giornata | Lokomotiv Mosca | 1 – 1 referto | Sibir' | Stadio Lokomotiv |

| Rostov sul Don 20 novembre 2010 29ª giornata | Rostov | 1 – 2 referto | Lokomotiv Mosca | Stadio Olimp-2 |

| Mosca 28 novembre 2010 30ª giornata | Lokomotiv Mosca | 0 – 0 referto | Rubin | Stadio Lokomotiv |

### Coppa di Russia
| Učaly 14 luglio 2010 Sedicesimi di finale | Gornjak Učaly | 1 – 0 referto | Lokomotiv Mosca | Stadio Gornjak |

### Europa League
| Arbitro: | Gediminas Mažeika |

|            |           |            |
| Traoré 28’ | Marcatori | 65’ Sychev |

| Arbitro: | Aleksandar Stavrev |

|                                      |                      |                                           |
| Aliyev 85’                           | Marcatori            | 17’ Carlos Sílvio                         |
| Aliyev Sychev Loskov Shishkin Maicon | Tiri di rigore 3 – 4 | Carlos Sílvio Carrupt Tosi Katz Celestini |